# Пиклисем
Пиклисем (њем. Pickließem) општина је у њемачкој савезној држави Рајна-Палатинат. Једно је од 235 општинских средишта округа Ајфелкрајс Битбург-Прим. Према процјени из 2010. у општини је живјело 291 становника. Посједује регионалну шифру (AGS) 7232105.

## Географски и демографски подаци
Пиклисем се налази у савезној држави Рајна-Палатинат у округу Ајфелкрајс Битбург-Прим. Општина се налази на надморској висини од 330 метара. Површина општине износи 5,8 km². У самом мјесту је, према процјени из 2010. године, живјело 291 становника. Просјечна густина становништва износи 51 становника/km².